# Adobe Flash Player
Pour les articles homonymes, voir AFP (homonymie).
Adobe Flash Player (ou plus simplement Flash Player ou AFP) était un plugin de navigateur web ou un lecteur multimédia autonome utilisant les techniques logicielles Flash de l'entreprise Adobe. Créé en janvier 1996, son développement et son support sont arrêtés en 2020. En janvier 2021, il n'est plus supporté par les navigateurs.
Flash a longtemps été la plate-forme dominante pour le contenu multimédia sur le web, mais depuis la décision en 2010 d'Apple de ne plus l'inclure sur les ordinateurs, tablettes et téléphones de la marque, ainsi que le développement de nouvelles techniques web HTML5 qui surpassèrent Flash en termes de fonctionnalités et de sécurité, l'utilisation de Flash est passée de près de 50 % des sites web en 2011 à 10 % en octobre 2016, avant de s'effondrer avec la fin du développement de Flash Player en 2020 et l'arrêt de son support par les navigateurs.

## Compatibilité
Il était officiellement compatible avec les systèmes d’exploitation Windows, GNU/Linux, OS X, Solaris, Pocket PC et HP-UX sur les navigateurs Microsoft Edge, Internet Explorer, AOL Desktop, Mozilla Firefox, SeaMonkey et Safari. Il est également intégré à Google Chrome et Opera.
Cela dit, les utilisateurs de Solaris et Pocket PC n'auront accès qu'à la version 7, les utilisateurs de HP-UX à la version 6, ces deux versions devenant de plus en plus obsolètes.
De plus, à partir de la version 11.3, Adobe a décidé de ne plus prendre en charge la plateforme GNU/Linux, ses utilisateurs n'ont dorénavant accès qu'à la version 11.2 avec ses mises à jour de sécurité. Google Chrome sur GNU/Linux est un cas particulier puisqu'il intègre sa propre version mise à jour de Flash Player. Si l'obtenir sous GNU/Linux 64 bits est possible depuis le début 2009 dans sa version 10[réf. non conforme], il n'en existe aucune version pour PowerPC.
Flash ne supporte plus Android à compter de la version 4.1 Jelly Bean.
Les projets Gnash et Swfdec se veulent des équivalents libres, mais ne supportent pas les nouveautés introduites par les versions supérieures ou égales à 10. Mozilla développe Shumway depuis 2012. On peut aussi citer Ruffle.

## Utilisations
Le plugin Flash Player permet aux internautes de regarder des vidéos ou d'accéder à des contenus interactifs comme des jeux ou des diaporamas.

## Objets locaux partagés
Flash Player utilise son propre système de cookies appelés objets locaux partagés (en anglais local shared objects, ou LSO). Par rapport à des cookies classiques (stockés par le navigateur web), ces LSO sont plus invasifs du fait de certaines particularités :
- ils sont stockés sur la machine sans limite de temps ;
- ils ne sont pas limités en taille si l'utilisateur le permet (leur taille par défaut étant vingt fois celle d'un cookie classique) ;
- ils sont invisibles par le navigateur qui ne peut donc ni les gérer ni les effacer ;
- ils diffusent par défaut les habitudes de surf (historique des sites visités…) sans y être invités par l'utilisateur.

En théorie, il est possible d'intégrer facilement dans une page Web une application Flash invisible, simplement pour pouvoir stocker un LSO sans que l'utilisateur le sache.
Le paramétrage de la sécurité et du respect de la vie privée est réalisable via une application flash spécifique disponible sur le site d'Adobe.
À noter :
- que des extensions pour Firefox permettent de circonscrire ces cookies particuliers : citons NoScript[6] et Better Privacy[7] ;
- que Midori intègre par défaut un outil de suppression des LSO ;
- que Gnash possède un outil de gestion des LSO (Soldumper).

## Substituts libres
Gnash, Lightspark et Swfdec sont des substituts libres à Flash Player. Autres substituts, dédiés à l'affichage de séquences vidéo : ITheora et les balises multimédia d'HTML5.

## Arrêt deFlash Player
Après plus de 25 ans d'existence, le célèbre plugin d'Adobe a cessé le 31 décembre 2020 à minuit : « Compte tenu des évolutions, et en collaboration avec plusieurs partenaires, notamment Apple, Facebook, Google, Microsoft et Mozilla, nous arrêterons de mettre à jour et de distribuer Flash Player fin 2020 », précise l'entreprise. Adobe a appelé les créateurs de contenus à migrer vers de nouveaux formats ouverts, désormais majoritaires. C'est notamment le cas de l'HTML5, qui ne nécessite aucune installation pour fonctionner. Cette annonce fait suite à une collaboration avec les principaux acteurs de l'informatique qui accompagneront Adobe et leurs utilisateurs dans cette transition.
Le 12 janvier 2021, soit deux semaines plus tard, tous les contenus Flash Player sont bloqués.

### Incidents
Le 28 janvier 2021, l'arrêt du fonctionnement de Flash provoque une panne de tout un programme de gestion des trains de la ville chinoise de Dalian,.

## Controverses
La popularité de Flash Player s'est progressivement effondrée à cause de grosses failles de sécurité. Certaines ont permis à des hackers de pirater des webcams ou de voler des données personnelles. Une réputation aggravée par le fait que nombre de virus imitaient l'apparence de Flash Player pour s'installer sur des PC. Si les failles de sécurité ont contribué au déclin de Flash Player, d'autres facteurs expliquent sa chute. Le plugin n'a jamais réussi à trouver sa place sur mobile. Absent des smartphones et des tablettes, Flash a disparu de la majorité des sites multimédia, lesquels lui préfèrent des solutions multiplateformes comme HTML5.